# Ghetto Swingers
Ghetto Swingers byla jazzová kapela založená a činná v nacistickém koncentračním táboře Terezín. 

## Historie
Původní amatérskou českou kapelu hrající 8. ledna 1943 v kavárně v ghettu vedli trumpetista Ing. Erich Vogel a Pavel Libenský. Dalšími hudebníky Ghetto Swingers byli: Dr. Brammer (klavír), Dr. Kurt Bauer (perkuse), Fr. Goldschmidt (kytara), Fasal (kontrabas), Langer (tenor saxofon a klarinet) a Fr. Mautner (pozoun).
Když do tábora dorazil slavný jazzový pianista Martin Roman, byl požádán, aby se ujal vedení souboru. Kapela se objevila v terezínské kabaretní recenzi, známé jako Karussell („Kolotoč“). Ghetto Swingers vystupovali více než padesátkrát, nejčastěji během června a července 1944. Repertoár byl složen především ze skladeb Counta Basieho a Duka Ellingtona a znělkou souboru byla melodie písně „I Got Rhythm“ George Gershwina. 
Kabarety organizoval Kurt Gerron, který mohl vybírat z nejlepších talentů v táboře. Jak Roman, tak Gerron přišli do Terezína přes tranzitní tábor Westerbork a pro vstup do Terezína se kvalifikovali jako „umělci“.
Po návštěvě Červeného kříže v táboře dal velitel Karl Rahm Gerronovi pokyn, aby natočil propagandistický film, později známý jako Vůdce daroval Židům město. Záběry ukazují hru Ghetto Swingers na dřevěném podiu postaveném pro smyčcový orchestr Karla Ančerla na hlavním táborovém place. Po likvidaci tábora byli členové jazzové kapely posláni do Osvětimi. Zatímco Martin Roman a kytarista Coco Schumann přežili, Kurt Gerron a klarinetista Bedřich "Fritz" Weiss byli zavražděni.
Schumannův životopis z roku 1997 obsahuje fotografii Ghetto Swingers s Romanem, Schumannem, Weissem (klarinet a saxofon), Fritzem Goldschmidtem (kytara), Nettlem (akordeon), Jetti Kantorem a Ratnerem (housle), Josefem Taussigem (pozoun) a další; Kohn, Chokkes a Erich Vogel (trubka), Donde (tenor saxofon), Pavel Libenský (kontrabas) a Fredy Haber (tenor). Někteří z hráčů hráli také s Jazz-Quintet-Weiss.